# Курбановский, Алексей Алексеевич
Алексе́й Алексе́евич Курбано́вский (р. 1955, Ленинград) — российский искусствовед, критик, переводчик, доктор философских наук, главный научный сотрудник Государственного Русского музея, автор многочисленных статей по рок-музыке.

## Биография
В 1977 году окончил Институт живописи, скульптуры и архитектуры им. И. Е. Репина. С 1990 года работает в Государственном Русском музее. Защитил диссертацию о новейшем искусстве Санкт-Петербурга (1998). Опубликовал более 140 статей по истории отечественного искусства и современной художественной жизни, автор книг «Искусствознание как вид письма» (СПб., 2000), «Незапный мрак» (СПб., 2007), «Хищный глаз. Новые очерки по археологии визуальности» (СПб., АРС, 2015). В 2002 и 2003 годах преподавал историю русского искусства в университетах США. Преподает в Санкт-Петербургской консерватории и в Европейском университете.
Перевел на русский язык книги Джона Леннона «Пишу как пишется / In His Own Write» (Борей, 1991, МИФ, 2010) и «Испалец в колесе / A Spaniard In The Works» (МИФ, 2011).